# Ramat HaShofet
 (février 2024).
Si vous disposez d'ouvrages ou d'articles de référence ou si vous connaissez des sites web de qualité traitant du thème abordé ici, merci de compléter l'article en donnant les références utiles à sa vérifiabilité et en les liant à la section « Notes et références ».
Ramat HaShofet (רָמַת הַשּׁוֹפֵט) est un kibboutz créé en 1941.

## Histoire
Parod est un kibboutz en Galilée. Parod est créé en 1941 par des immigrants de Hongrie, de Bulgarie, de Lituanie et de Pologne.
Ramat HaShofet, "The Judge Heights", traduction: Le grand juge. En honneur à  Julian William Mack, (1866-1943), un juge américain, il a été président de la société pour les fonds de dotation pour la Palestine et a été président honoraire du Congrès juif mondial, et président du congrès juif américain et de l'organisation sioniste de l'Amérique.
Il était l'avocat des juifs de Palestine au traité de Versailles en 1919.